# Dayun (plaats)
Dayun is een bestuurslaag in het regentschap Siak van de provincie Riau, Indonesië. Dayun telt 6660 inwoners (volkstelling 2010).